# Asambleas romanas

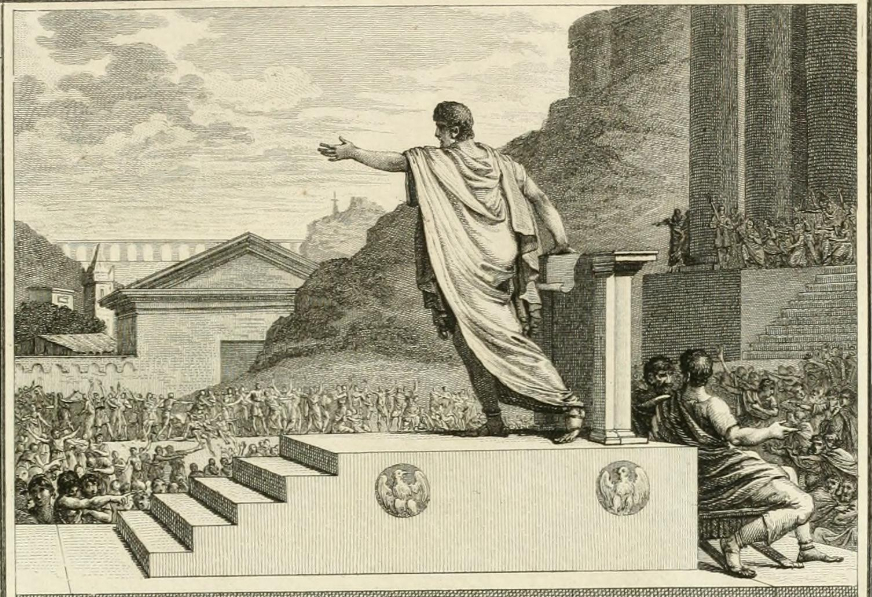
El tribuno Cayo Sempronio Graco presidiendo el Concilium Plebis.

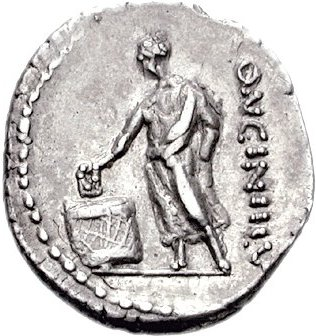
Moneda romana que representa a un ciudadano depositando su voto.

Los comicios romanos o asambleas romanas eran un grupo de instituciones esenciales en el gobierno de la Antigua Roma y, junto con el Senado romano, eran los principales órganos de representación política del populus romanus ('pueblo romano'). A diferencia de las cámaras legislativas modernas, estos cuerpos representativos combinaban poderes y funciones de orden legislativo, judicial y ejecutivo junto con los cargos que elegían mediante elecciones: las magistraturas romanas (mientras que al principio —durante la monarquía romana— el Senado era una cámara deliberativa, y no poseía poderes legislativos ni jurídicos, con el tiempo —en la República romana— se convirtió en el centro del poder político). Aunque no existía una separación de poderes, el intrincado equilibrio constitucional fue notablemente elaborado. Los comicios o asambleas poseían poderes amplísimos, incluso el de hacer leyes retroactivas (ex post facto).

## Tipos
Se distinguían dos tipos de asamblea: los comitia o comitiatus (etimológicamente "ir juntos") y los contio o conventio ('venir juntos' –véase también conventus–). La palabra comitia (el plural de comitium, término que identifica a un lugar de reunión especialmente construido –como los hall germánicos–) se usaba para designar la asamblea convocada en un lugar apropiado para tomar una decisión sustantiva (legislativa, judicial o la elección de los cargos públicos). La palabra contio se usó quizás ocasionalmente para designar tales reuniones a finales de la República, pero normalmente designaba las reuniones que simplemente recogían la voz del pueblo (vox populi) a través de los aplausos y los abucheos, sin que tal cosa resolviera ningún asunto o se tomara una decisión con valor legal, aunque sí tenían un valor político (el pulso de la opinión pública); estas asambleas se reunían para escuchar pronunciamientos públicos (como los edictos de los magistrados) o presenciar un juicio o una ejecución, con poca o ninguna restricción y sin las solemnidades de procedimiento (inauguratio, templum, iure) propias de los comitia. Por su parte, la palabra concilium era un término general aplicado a cualquier reunión política, y se usaba frecuentemente para denominar en latín a las de los pueblos no romanos; también se asociaba a las asambleas deliberativas romanas, probablemente por la proximidad fonética a la palabra consilium ("consejo"). Concilium era el término común para designar a las reuniones de la plebe romana, aunque a veces también se utilizaba para denominar a las asambleas de todo el populus. Raramente se utilizaba como un término técnico, sino para poner énfasis en la identificación de quiénes eran los miembros de la asamblea (por ejemplo, un concilium de la plebe o de los latinos) y no en su estructura formal (en cuyo caso se utilizaba la palabra comitia, como por ejemplo en los comitia quaestoria, que elegían a los cuestores, o los comitia consularia que elegían a los cónsules). Los conciones (plural de contio o concio) eran convocados por un magistrado que se valía de un pregonero (praeco), en lo que se denominaba advocare o convocare ad concionem. En esos conciones solo podía hablar el magistrado convocante o aquellos a quien este diera la palabra xit in concionem). Las expresiones para designar el hecho de convocar concionem, comitia, inlicium o conventionem eran en la práctica intercambiables (Inlicium vocare, In concionem vocare, Ad Comitia vocare, Ad Conventionem vocare).
En teoría los distintos comitia ('comicios') eran asambleas que operaban sobre las bases de la democracia directa, en la que eran todos los ciudadanos romanos, y no sus representantes electos, quienes ejercían directamente su derecho al voto; aunque no individualmente, sino agrupados en distintas categorías sociales (de forma similar al voto por brazos de los parlamentos del Antiguo Régimen –aunque éstos la representación era por estamentos y no por riqueza–).

## Historia

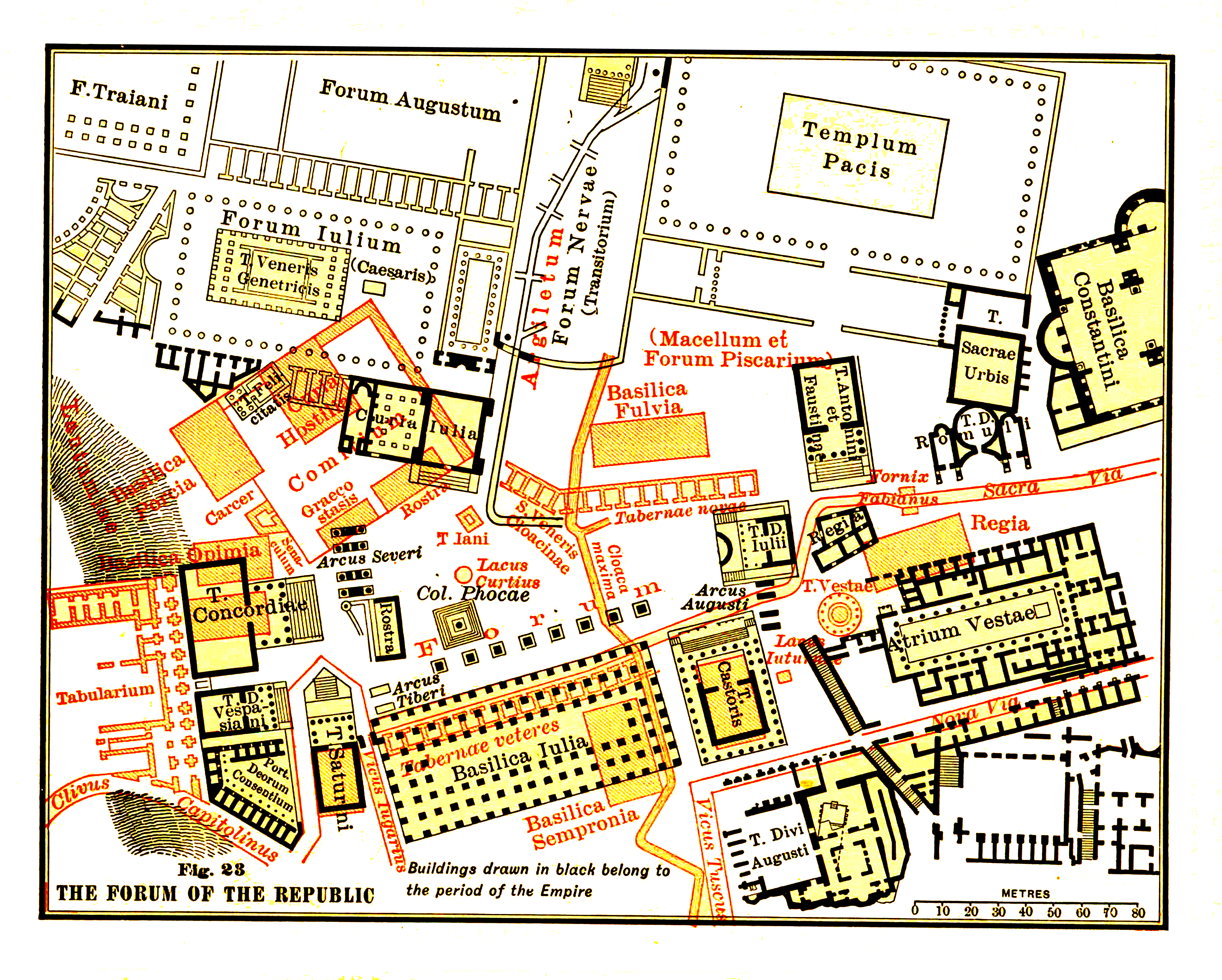
El Foro en época republicana.

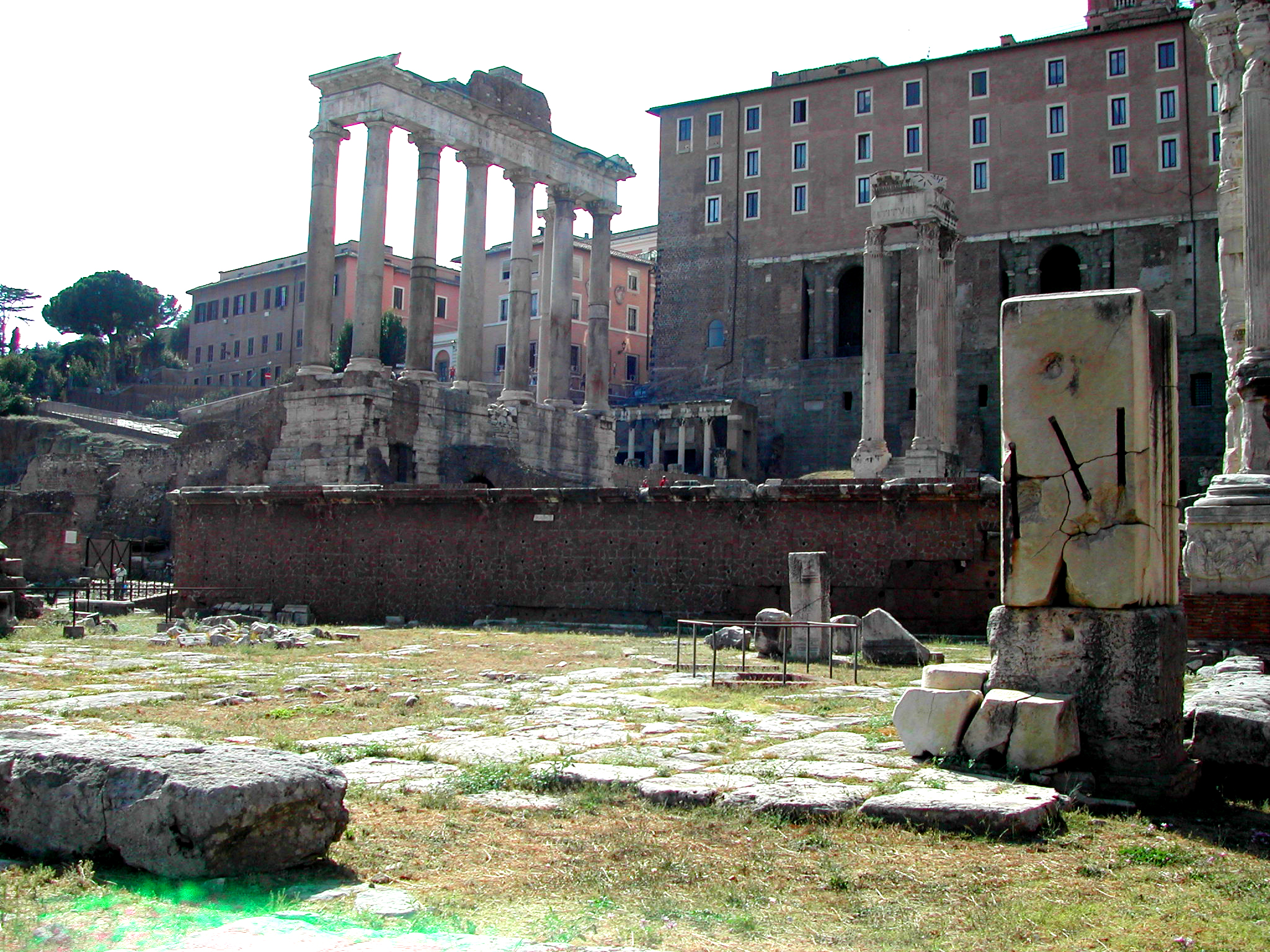
Ruinas del Rostra en el Foro romano.

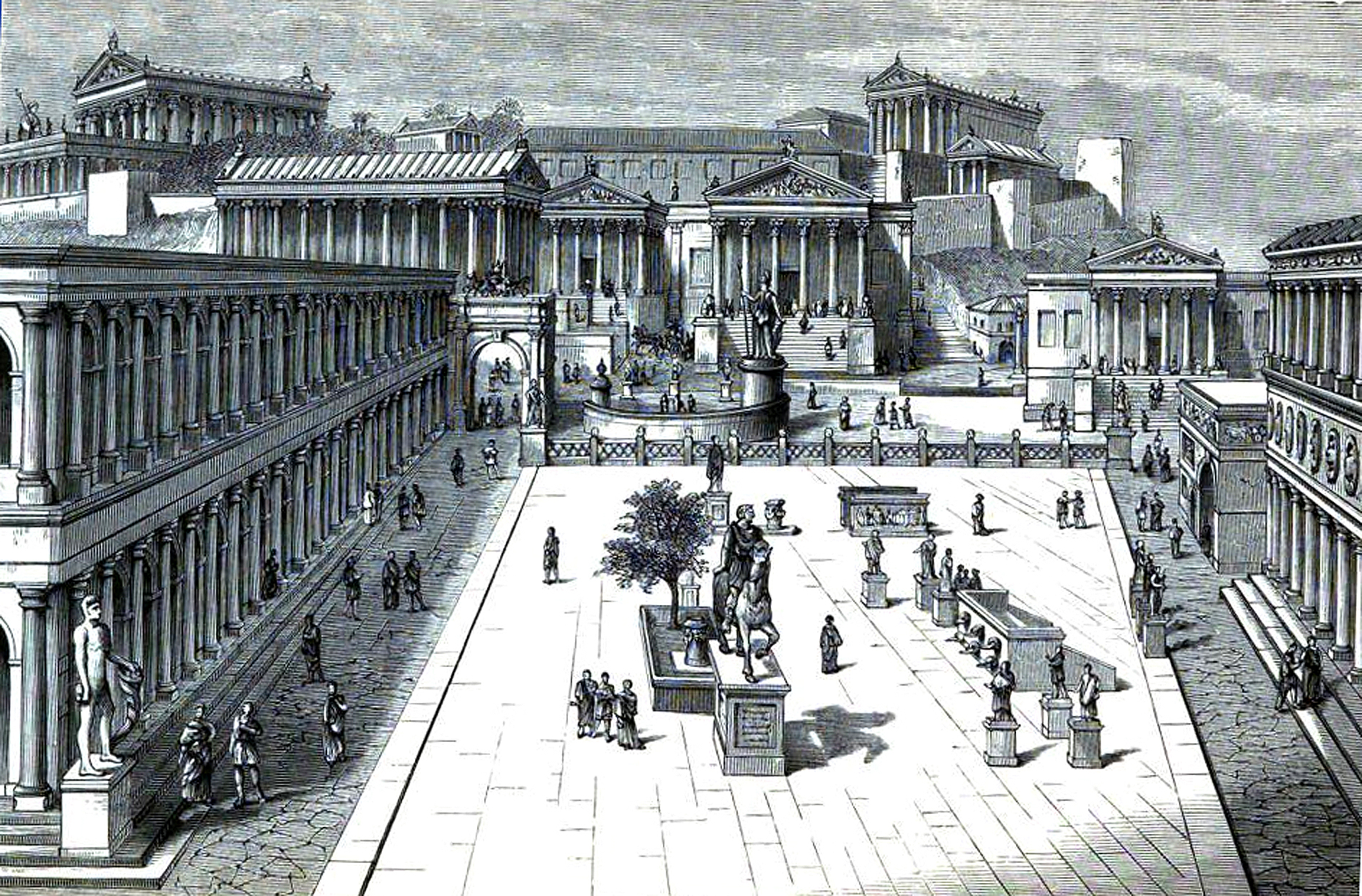
El Comitium hacia el 44 a. C., ilustración del libro de Francis Morgan Nichols The Roman Forum: a topographical study, 1877.

Legendariamente, en la fundación de Roma (753 a. C.) se crearon el Senado y los  Comitia Calata, cuyas funciones pasaron a los Comitia Curiata ("comicios curiados") con las reformas de Servio Tulio (578-534 a. C.) La asamblea o comicios curiados funcionaron como el principal órgano legislativo durante la Monarquía, pues aunque su competencia principal era la elección de cada nuevo rey (la romana era una monarquía electiva), también poseía unas rudimentarias competencias legislativas. Poco después de la expulsión del último rey y la fundación de la República (509 a. C. –Lex Valeria de provocatione–), los principales poderes legislativos se transfirieron a dos nuevas asambleas: los Comitia Tributa ("comicios tribunados", en los que el pueblo se organizaba según su pertenencia a cada una de las tribus) y los Comitia Centuriata ("comicios centuriados", en los que el pueblo se organizaba según su pertenencia a cada una de las centurias). Posteriormente, en el contexto de las luchas entre patricios y plebeyos, dado que únicamente los patricios tenían acceso al Senado, se fundó una nueva asamblea que solo agrupaba a los plebeyos: el Concilium Plebis ("concilio de la plebe"), a la que se dotó de extensos poderes. El orden de creación de las distintas asambleas, y sus respectivas subdivisiones, no está perfectamente establecido. Consta en alguna fuente que los Comitia Populi Tributa se fundaron hacia el año 357 a. C. en imitación de los Comitia Plebis Tributa, para que todo el populus (patricios y plebeyos) y no únicamente los plebeyos, participaran en esta forma de representación por tribus, y de esa manera se eligieran los magistrados menores (ediles curules, cuestores y tribunos militares), se celebraran procesos judiciales menores y otras funciones.
La crisis de la República conllevó la ruptura del equilibrio entre las asambleas, el Senado y las magistraturas, y condujo a la transformación del sistema político, convertido en Imperio romano con el Principado de Augusto (27 a. C.) Bajo el sistema altoimperial los poderes de las asambleas eran ejercidos de hecho por el Senado (que el emperador manejaba a su antojo como princeps), aunque continuaron las convocatorias formales para la constitución de los distintos comicios y se llamaba a los ciudadanos a ejercer su voto. Además, las distintas asambleas continuaron sirviendo para propósitos organizativos. Con el paso del tiempo y la transformación del sistema político en el sistema bajoimperial (Dominado), los comicios o asambleas dejaron de convocarse.

... Si se vota por clases, los comicios son Curiata, por curias; si se vota según el censo y la edad son Centuriata, por centurias: en fin, se les llama Tributa, por tribus, cuando se vota según el domicilio...
Aulo Gelio: Noches Áticas; XV-27

## Ubicación: elComitium
Se llamaban comicios a cum eundo (sic) las reuniones o asambleas generales del pueblo romano en las cuales se trataban y decidían a pluralidad de votos los asuntos más importantes de la República. Tenía el nombre de Comitium aquella parte de la gran plaza (el Forum romanum) que estaba entre el Capitolio y el monte Palatino y a cuya entrada hizo poner el emperador Augusto aquella famosa columna llamada Milliarium aureum, desde la cual se empezaban a contar las millas de todas las calzadas romanas. Rodeado de templos, el costado del Foro en que estaba el Comitium era cubierto (en otra fuente se indica que era una larga sala -hall- que se dejó sin cubrir, de modo que las asambleas se disolvían si comenzaba a llover) y había en él una especie de tablado llamado la Tribuna de los rostros (sic véase Rostra) o de las arengas, desde donde se proponían las leyes al pueblo y se le comunicaba todo cuanto convenía. En el Comitium el pueblo elegía a muchos de sus magistrados y allí acudían comúnmente los pretendientes para con mil medios captarse el afecto y sufragios del pueblo. Estas asambleas las convocaba y presidía un magistrado romano que algunas veces se sacaba por suerte. Al principio las presidieron los reyes, y después del regifugio, los primeros magistrados. Se cree que cuando se juntaba la asamblea para la elección de los flamines, presidía el pontifex.
En los primeros años de la fundación de Roma el pueblo romano se juntaba por curias solamente y estas asambleas, las más antiguas y las únicas que tuvo por mucho tiempo, se llamaban en latín comitia curiata, esto es, juntas del pueblo romano por curias o cuarteles porque solo asistían a ellas los habitantes de la ciudad. La otra especie de asambleas con que se reunía el pueblo más adelante, compuestas de todas las tribus rústicas y urbanas, se llamaba comitia tributa, en las que además de los habitantes de Roma podían entrar todos los de las otras ciudades de Italia que gozaban del derecho de ciudadanos romanos. Estas las juntaban los tribunos.
Las asambleas más solemnes eran las llamadas en latín comitia centuriata, en las que el pueblo se reunía por centurias y las que solo podían convocar los cónsules, los pretores, los censores, los dictadores y los decemviros, precediendo antes un decreto del Senado.
Los comicios por curias se reunían todos los días en el Comitium de la gran plaza. Los de las tribus se juntaban en el campo de Marte, cuando se había de proceder a la elección de cónsules, censores y tribunos y en el Comitium o al Capitolio cuando se trataba de hacer alguna ley o juzgar alguna causa. Los censores para la prescripción del pueblo lo juntaban en el campo de Marte pero sus asambleas ordinarias las tenían en el Templo de la Libertad (Libertas).

## Comitia Curiata, comicios o asamblea por curias
El comicio por curias era la más nueva asamblea romana después de los Comitia Calata. Cada una de las tres tribus antiguas tenía diez curias, y estas a su vez cien hombres. En total eran entonces tres mil personas que constituían las curias juntas. Este órgano, en un principio, elegía a los más altos magistrados, pero posteriormente solo confirmaba e inauguraba las elecciones de la asamblea por centurias.

## Comitia Centuriata, comicios o asamblea por centurias
El comicio por centurias incluía a patricios y plebeyos organizados dentro de cinco clases económicas (aunque la estructura socioeconómica, más allá de la representación política, tuviera en realidad una cúspide formada por la clase senatorial y la clase ecuestre) y distribuidos entre divisiones internas llamadas centurias. La membresía de la asamblea requería cierto estatus económico y poder, el cual principalmente recaía en los miembros de la primera y segunda clases. La asamblea se reunía anualmente para elegir a los cónsules y pretores, y cada cinco años para elegir a los censores. También para tratar casos de perduellio ("alta traición"), aunque esta última función cayó en desuso después de que Lucio Apuleyo Saturnino introdujera un formato más realizable: la maiestas minuta ("traición pequeña").
La creación de los comicios centuriados, atribuida al rey Servio Tulio, hizo perder parte de sus atribuciones a los comitia curiata, que solo conservaron actos menores y protocolarios, como recibir el juramento de los cónsules. Desaparecieron lentamente, y a fines del siglo III a. C. ya no constituían ningún poder. Los comicios centuriados adquirieron las funciones de los curiados. Elegían cónsules censores y pretores, decidían sobre la guerra y la paz, legislaban y decidían sobre apelaciones. El auge de los comicios tribunados les hizo perder parte del poder, conservando la elección de magistrados. Al principio sus decisiones debían ser refrendadas por el Senado, pero a finales del siglo III a. C. ese trámite ya no era necesario.
El voto no se ejercía individualmente, sino que cada uno era contado dentro de su centuria y determinaba el voto final de cada una de ellas. Inicialmente el total de centurias era de 193 (lo que, de constar cada una de cien hombres, significaría un total de 19.300 ciudadanos con derechos políticos, una cifra compatible con el censo del primer año de la República, que según Dionisio de Halicarnaso, contó 130.000 habitantes, pero que los estudios de demografía histórica consideran excesiva). Según su riqueza (medida primero en superficie agrícola y luego monetariamente en ases –aunque al principio debió usarse el patrón del "as grande", 1/5 en dinero, se referían a los del tipo llamado "as pequeño", 1,10 en dinero–) los ciudadanos formaban parte de una centuria u otra. La correspondencia con la centuria, una unidad militar, se basaba en que los ciudadanos debían armarse a sí mismos según sus posibilidades económicas, y de esta manera servir en el ejército (classis) o no hacerlo (infra classem). A partir de la ley de Apio Claudio (312 a. C.) se abrió la posibilidad de que personas sin tierras, que se hubieran enriquecido por el comercio, como podían ser ciertos plebeyos, accedieran a las centurias más elevadas, incrementando su importancia social y legislativa. A causa de que solo las primeras 18 centurias (reservadas a la clase patricia) junto con las 80 siguientes (reservadas a los que contaban con una riqueza superior a los 100 000 ases) alcanzaban la mayoría absoluta, las otras centurias, por mucho que representaran a la mayoría de la población, no llegaban a tener ninguna trascendencia en el resultado final de las votaciones. Posteriormente (241 a. C., con los censores Marco Fabio Buteón y Cayo Aurelio Cota) se introdujeron modificaciones en la estructura y número de las centurias, considerando en cada una de las 35 tribus dos diferentes grupos de edad (senior –entre 17 y 46 años– y junior –mayores de 46, lo que según Cicerón se hizo para otorgar tanto peso a los numerosos e inexperimentados jóvenes como a los menos numerosos, pero más experimentados de mayor edad, presumiblemente con más que perder) y cinco clases sociales, por lo que había diez centurias por tribu (350) a las que se sumaban las 18 centurias de los que servían en caballería (equites, con seis centurias reservadas solo a los patricios -sex suffragia–) y 5 centurias de los ciudadanos más pobres (capiti censi o proletarii), por lo que el total llegaba a 373 centurias. La votación se ganaba cuando se alcanzaba el número de 187 votos a favor, para lo que bastaba habitualmente con las centurias de las tres primeras clases, y en ese momento se dejaba de votar, por lo que las últimas centurias (que de hecho representaban a la mayoría de la población y, con las reformas de Mario –107 a. C.–, incluso la mayoría del ejército) en la práctica ni siquiera llegaban a contar para el resultado final. Durante la dictadura de Sila (82-80 a. C.), el principal adversario de Mario, se volvió a la "organización serviana"; y pocos años tras la muerte de Sila, Pompeyo y Craso (cónsules del año 70 a. C.) deshicieron las reformas constitucionales del dictador y volvieron a la organización de las centurias de Fabio y Aurelio. No se volvió a alterar la organización centurial; aunque, en todo caso, la organización política de época imperial vació de poder y funciones a los comitia.

### Monarquía
En la división se tiene en cuenta la riqueza territorial:
- Ciudadanos de primera categoría. Más de 5 hectáreas. Son 80 centurias.
- Ciudadanos de segunda categoría. Entre 5-3,75 hectáreas. Son 20 centurias.
- Ciudadanos de tercera categoría. Entre 3,75-2,5 hectáreas. Son 20 centurias.
- Ciudadanos de cuarta categoría. Entre 2,5-1,75 hectáreas. Son 20 centurias.
- Ciudadanos de quinta categoría. Entre 1,75-0,5 hectáreas. Son 30 centurias.
- Ciudadanos de sexta categoría. Son la clase que forman los capite censi, es decir, los que no se recogen dentro del censo. Son 5 centurias.
- Ciudadanos de séptima categoría. Grupo de los caballeros. Son 18 centurias.

En la legendaria fundación de Roma por Rómulo, se habría concedido a cada ciudadano dos yugadas de tierra. Esa sería la dimensión exigida para pertenecer a la quinta clase, mientras que para las sucesivas se exigían cuatro, ocho, doce y dieciséis yugadas (que equivalen a unas cuatro hectáreas).

### República
Reforma del 312 a. C. Usa como patrón de riqueza la cantidad monetaria:
- Ciudadanos de primera categoría. Más de 100 000 ases. Son 80 centurias.
- Ciudadanos de segunda categoría. Entre 100 000-75 000 ases. Son 20 centurias.
- Ciudadanos de tercera categoría. Entre 75 000-50 000 ases. Son 20 centurias.
- Ciudadanos de cuarta categoría. Entre 50 000-25 000 ases. Son 20 centurias.
- Ciudadanos de quinta categoría. Entre 25 000-11 000 ases. Son 30 centurias.
- Ciudadanos de sexta categoría. Son la clase que forman los capite censi, es decir, los que no se recogen dentro del censo. Son 1 centuria.
- Ciudadanos de séptima categoría. Grupo de los caballeros. Son 18 centurias.

Reforma entre los siglos III-II a. C. Multiplica por 10 el patrón de riqueza:
- Ciudadanos de primera categoría. Más de 1 000 000 ases. Son 70 centurias.
- Ciudadanos de segunda categoría. Entre 1 000 000-750 000 ases. Son 70 centurias.
- Ciudadanos de tercera categoría. Entre 750 000-500 000 ases. Son 70 centurias.
- Ciudadanos de cuarta categoría. Entre 500 000-250 000 ases. Son 70 centurias.
- Ciudadanos de quinta categoría. Entre 250 000-110 000 ases. Son 5 centurias.
- Ciudadanos de sexta categoría. Son la clase que forman los capite censi, es decir, los que no se recogen dentro del censo. Son 5 centurias.
- Ciudadanos de séptima categoría. Grupo de los caballeros. Son 18 centurias.

Los caballeros perdieron el derecho a votar los primeros, que pasó a una de las tres primeras clases a determinar por sorteo. Los emancipados obtuvieron el derecho al voto, pero como eran demasiado numerosos y afluían de lugares muy diversos, más tarde lo perdieron.
Cada clase tenía el mismo número de votos, con lo cual los últimos de cada clase descendían a la siguiente, o los primeros ascendían a la anterior a fin de igualarlas. Por ello después de la votación de la tercera clase quedaba determinada la mayoría.
De hecho el voto en primer lugar pasó a la primera clase, que disponía lógicamente de un cuarto de los votos, manteniéndose separada la clase de los caballeros.

## Comitia Tributa, comicios o asamblea por tribus

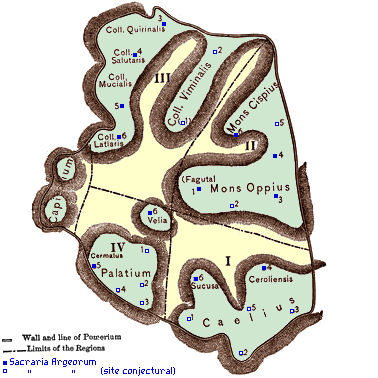
División de la ciudad en cuatro tribus.

Las colinas romanas, rodeadas por la Muralla Serviana, en azul, y la Muralla Aureliana, en rojo.

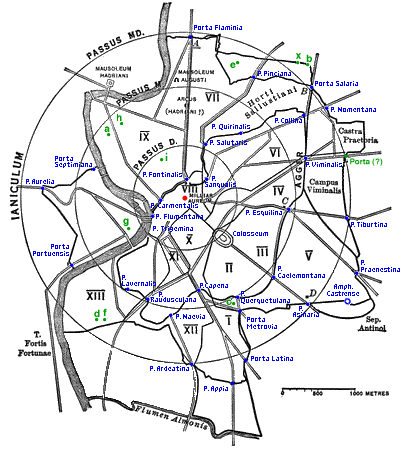
El Pomerium (recinto sagrado de la ciudad) dividido en regiones. Inicialmente cuatro (las tribus de Servio Tulio), en la época de Augusto se incrementaron para incluir la nueva extensión de las murallas, e incluso una zona al otro lado del río Tíber.

Los comicios tribales, comicios tribunados, comicios tributos o comicios por tribus (comitia tributa) eran la asamblea de los ciudadanos reunidos por tribus, que constituían la unidad de voto. Poseían competencias electorales, como la elección de los magistrados menores (cuestores, ediles y tribunos militares), los ediles y tribunos plebeyos y los magistrados extraordinarios, como los triunviros. Sus competencias judiciales se limitaban a los delitos penados con multa. Sus principales atribuciones eran legislativas; a partir del 287 a. C., con la Lex Hortensia, votaban la mayor parte de las leyes que luego el Senado ratificaba. Las votaciones de las leyes, las elecciones de magistrados menores, acusaciones criminales y otros temas anteriormente competencia de los comicios centuriados, habían ido pasando a estos comicios tributos, dejando a los centuriados la elección de los magistrados mayores (censores, cónsules y pretores). La elección de los tribunos de la plebe no correspondía a toda la asamblea tribal, sino solo a los plebeyos en la asamblea de la plebe (concilium plebis), a la que no tenían acceso los patricios. La mayor parte de las competencias judiciales de los comitia tributa fueron eliminadas con el establecimiento de las quaestiones durante la dictadura de Lucio Cornelio Sila.
Los comitia tributa eran convocados y dirigidos por los ediles y tribunos de la plebe. En los comicios por tribus votaban todos los ciudadanos romanos considerados ingenui (hombres libres nacidos libres) y los domiciliados, mientras que los no domiciliados y los emancipados, incluidos en cuatro tribus (de un total de 35) no contaban en las deliberaciones. Todos los ciudadanos romanos, tanto patricios como plebeyos se distribuían entre 35 tribus para propósitos administrativos y electorales. La mayoría de la población urbana de Roma estaba distribuida entre cuatro tribus urbanas, lo cual significaba que, por mucho que individualmente sus votos fueran muchos más, en el cómputo tenía mucho más peso la población de las 31 tribus rurales. Al igual que en la asamblea por centurias, en la asamblea por tribus el voto se agrupaba: uno por cada tribu.
El lugar de reunión era el Foro Romano.
Los comicios tribunados surgieron como reuniones de la plebe (dividida en cuatro tribus o distritos, luego aumentadas a 21, y más tarde hasta 53) sin poder decisorio. Pero con el tiempo sus acuerdos se convirtieron en leyes y sus decisiones sustituyeron a las de otros comicios. Primero convirtió sus votaciones en leyes; consiguió el nombramiento de algunos magistrados; más tarde pudo conceder honores, anular decisiones del Senado y hasta asumió la competencia en los tratados de paz y alianza. Pero a finales del siglo III a. C. el Senado, formalmente supeditado a los comicios tribunados, había adquirido el control de estos.
Los magistrados eran elegidos en los comicios correspondientes por los ciudadanos con derecho a sufragio. Cada magistrado que pretendía ser elegido presentaba unas propuestas de gobierno o intenciones con las que aseguraba que ejercería el cargo, especie de programa electoral, llamado entonces edicto.

## Concilium Plebis, concilio o asamblea de la plebe
Se reunía convocado por los tribunos de la plebe, que a su vez eran elegidos por esta asamblea. Su lugar de reunión era el Aventino, fuera del Pomerium, el recinto sagrado de la ciudad. Algunas fuentes recogen que para las cuestiones de orden jurídico y administrativo también se reunía en el Foro y en el Capitolio. El Campo de Marte se usaba para las elecciones en los siglos finales de la República. También recogen algunas fuentes que celebraba en "el pozo de los Comitia", y que algunos senadores observaban las reuniones plebeyas desde los escalones de la Curia Hostilia (el edificio donde se reunía el Senado) para, desde allí, interferir en ellas.

## Pérdida de importancia de los comicios
La extensión de la ciudadanía romana no supuso la ampliación de las circunscripciones por tribus, sino que los nuevos ciudadanos fueron incluidos en las ya existentes, con lo cual los Comicios perdieron su eficacia al ser imposible reunir a todos los ciudadanos con derecho a voto, dispersos por toda Italia.
Desde entonces todas las asambleas o comicios votaron siempre afirmativamente a las propuestas del convocante, salvo en alguna cuestión de ámbito local o de carácter excepcional, siendo siempre una oposición efímera.
Las asambleas o comicios estaban además dominadas por los clientes de la aristocracia. Estos clientes, formados en su mayoría por descendientes de antiguos esclavos o por gente pobre que se había puesto bajo la protección de un patrón, estaban obligados por las relaciones de sumisión existentes con quien ejercía el patronazgo, que además les acompañaba a la asamblea; hacían el contrapeso de las clases medias no sujetas a clientela.
Las liberaciones de esclavos con ocasión de la segunda guerra púnica hicieron aumentar notablemente el número de clientes que acudía a los comicios (se les llamaba el populacho de Roma).

## Uso actual del término
La palabra 'comicios' se suele utilizar actualmente como sinónimo de acto electoral, ya sea elecciones o plebiscito (concepto derivado de los plebiscita romano).